# Relations entre le Brésil et le Canada
Les relations entre le Brésil et le Canada sont les relations diplomatiques entre la république fédérative du Brésil et le Canada.

## Histoire
En 1866, le Canada ouvre un consulat à Rio de Janeiro. Les relations diplomatiques entre le Canada et le Brésil ont été établies en 1941. Le Brésil a ouvert son ambassade à Ottawa dans la même année. Le Brésil a des consulats généraux à Montréal, Toronto et Vancouver.
Les deux pays sont membres du G20, de l’Organisation des États américains, des Nations Unies et de l’Organisation mondiale du commerce.